# سیارک ۱۷۹۲۷
سیارک ۱۷۹۲۷ (به انگلیسی: 17927 Ghoshal، نامگذاری:1999GL20) هفده هزار و نهصد و بیست و هفتمین سیارک کشف شده‌است که در ۱۵ آوریل ۱۹۹۹ کشف شد.
قدر مطلق سیارک برابر ۱۲.۹ است.